# Toutai Kefu
Pas d'image ? Cliquez ici

a Compétitions nationales et continentales officielles uniquement.

b Matchs officiels uniquement.
Dernière mise à jour le 7 novembre 2024.
Toutai Kefu, né le 8 avril 1974 aux Tonga, est un joueur de rugby à XV avec l'international australien. Il joue au poste de troisième ligne centre (1,91 m, 113 kg).

## Biographie
Toutai Kefu est le grand frere de l'international australien Steve Kefu, et de l'international tongien Mafileo Kefu. Leur père, Fatai Kefu, était international tongien.

### Carrière de joueur
Formé au Souths Rugby, Toutai Kefu effectue la majeure partie de sa carrière professionnelle avec la franchise des Queensland Reds en Super 12. Il termine ensuite sa carrière au Japon avec les Kubota Spears, mettant un terme à sa carrière professionnelle en 2010.
Au niveau international, il joue son premier test match avec l'Australie en août 1997 contre l'Afrique du Sud, et son dernier test match en août 2003 contre la Nouvelle-Zélande. Il obtient un total de 60 sélections avec les Wallabies.
Il fait partie de l'équipe qui remporte la Coupe du monde 1999 (4 matchs joués, dont la finale).

## Palmarès

### En club
- 103 matchs de Super 12 avec les Reds

### En équipe nationale
- 60 sélections avec les Wallabies
- 10 essais (50 points)
- Sélections par année : 1 en 1997, 13 en 1998, 11 en 1999, 8 en 2000, 11 en 2001, 9 en 2002 et 7 en 2003

### Coupe du monde
- 1999 : Champion du monde, 4 sélections (Roumanie, Irlande, Springboks, France).